# Vissac-Auteyrac
Vissac-Auteyrac – miejscowość i gmina we Francji, w regionie Owernia-Rodan-Alpy, w departamencie Górna Loara.
Według danych na rok 1990 gminę zamieszkiwały 284 osoby, a gęstość zaludnienia wynosiła 17 osób/km² (wśród 1310 gmin Owernii Vissac-Auteyrac plasuje się na 570. miejscu pod względem liczby ludności, natomiast pod względem powierzchni na miejscu 570.).